# Günter Spies
Günter Spies (* 22. Januar 1948 in Kenzingen) ist ein ehemaliger deutscher Kunstturner.
Günter Spies startete 1972 für den TB Emmendingen.
Er gewann bei Deutschen Meisterschaften 1971 und 1973 im Ringeturnen und 1974 am Reck.
Bei den Olympischen Spielen 1972 in München belegte er mit der deutschen Riege den fünften Platz in der Mannschaftswertung. Im Einzelmehrkampf belegte er den 25. Platz und war damit drittbester Turner der deutschen Mannschaft hinter Eberhard Gienger und Walter Mössinger. Sein bestes Einzelergebnis hatte Spies als Zehnter am Barren, wobei Gienger hier als Sechster bei Punktegleichheit nur knapp das Finale verpasste. Auch beim 18. Platz am Reck hinter Gienger und beim 22. Platz an den Ringen hinter Mössinger war Spies zweitbester Turner aus der Bundesrepublik.